# Saskatoon Westview (circonscription saskatchewanaise)
Pour les articles homonymes, voir Saskatoon (homonymie) et Westview.
Circonscription électorale provinciale du Canada
Saskatoon Westview est une circonscription électorale provinciale de la Saskatchewan au Canada. Elle est représentée à l'Assemblée législative de la Saskatchewan depuis 2016.

## Géographie
La circonscription représente la partie centre-ouest de la ville de Saskatoon.

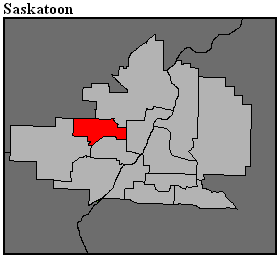
Frontière de la circonscription en 2016.
Frontière de la circonscription en 2022.

## Liste des députés
| Parlement                                       | Années                                          | Député                                          | Député                                          | Parti                                           |
| Saskatoon Westview                              | Saskatoon Westview                              | Saskatoon Westview                              | Saskatoon Westview                              | Saskatoon Westview                              |
| Circonscription issue de Saskatoon Massey Place | Circonscription issue de Saskatoon Massey Place | Circonscription issue de Saskatoon Massey Place | Circonscription issue de Saskatoon Massey Place | Circonscription issue de Saskatoon Massey Place |
| ----------------------------------------------- | ----------------------------------------------- | ----------------------------------------------- | ----------------------------------------------- | ----------------------------------------------- |
| 28e                                             | 2016–2020                                       |                                                 | David Buckingham                                | Saskatchewanais                                 |
| 29e                                             | 2020–2024                                       |                                                 | David Buckingham                                | Saskatchewanais                                 |
| 30e                                             | 2024–en cours                                   |                                                 | April ChiefCalf (en)                            | Néo-démocrate                                   |